# هيلين ري
هيلين ري (بالفرنسية: Hélène Rey)‏ هي اقتصادية فرنسية، ولدت في 13 مارس 1970 في بريودي في فرنسا.